# محرك نصف كروي

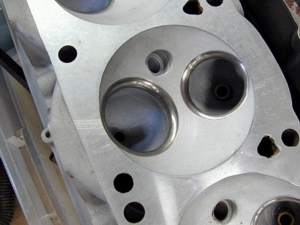
حجرة إحتراق نصف كروية

محرك هيمي أو محرك نصف كروي (بالإنجليزية: Hemi engine، مشتقة من : Hemisphere) هو محرك احتراق داخلي تكون فيه الأسطوانات في حجرة الإحتراق على شكل نصف كرة.

## التسمية
تم أخذ الاسم من شكل غرفة الإحتراق حيث أن البادئة (-Hemi) باللغة الإنجليزية تعني نصف، وكلمة (Sphere) تعني كرة ليصبح المصطلح نصف كروي وهو شكل حجرة الإحتراق.